# Mélissa Lauren
Mélissa Lauren née le 16 octobre 1984 à La Rochelle, en Charente-Maritime, est une ancienne actrice pornographique, réalisatrice de films pornographiques, camgirl française. 

## Biographie
Mélissa Lauren commence par étudier la cuisine pendant trois ans au lycée hôtelier de La Rochelle puis travaille au restaurant de l’Hôtel George-V, à Paris, comme pâtissière.
En lisant un journal, elle tombe sur une annonce du réalisateur John B. Root. Elle débute dans le cinéma pornographique six jours plus tard, en juin 2003. Elle est alors âgée de 18 ans et demi.
Elle tourne ensuite dans des productions de Marc Dorcel et Blue One avant de partir pour les États-Unis.
En janvier 2006, elle met en scène une série intitulée Hellfire Sex ; la jeune hardeuse y propose un programme extrême fait de bondages, de SM, et de sexe agressif. En août 2006, Mélissa Lauren réalise son premier film pour Combat Zone, intitulé Plucked then fucked avec Samantha Sin comme performeuse notamment. Elle devient ensuite réalisatrice pour la compagnie américaine Diabolic.
Après trois années passées aux États-Unis, elle revient en France pour signer, fin mai 2007, un contrat d’exclusivité d’un an renouvelable avec Marc Dorcel, devenant ainsi la sixième Dorcel Girls de la compagnie.
En avril 2008, Mélissa Lauren est à l’affiche du plus gros budget du cinéma pornographique français à ce jour (230 000 €) : Casino - No Limit, réalisé par Hervé Bodilis et produit par Marc Dorcel (consacré meilleur film X aux Venus Awards en octobre 2008).
Elle met un terme à sa carrière pornographique en 2008, tout en restant en lien avec cette industrie, pour se focaliser sur ses activités de camgirl et se retire en Irlande.

## Vie privée
Tout au long de sa carrière pornographique, Mélissa Lauren a eu des rencontres sexuelles avec un large éventail de célébrités masculines, y compris des athlètes, des acteurs, des musiciens, des animateurs de télévision, des hommes politiques, etc. Sur son blog officiel, elle a relaté certaines de ces rencontres.

## Télévision
- 2003 : 93, faubourg Saint-Honoré sur Paris Première
- 2004, 2007 : Paris Dernière sur Paris Première
- 2007 : La Méthode Cauet sur TF1

## Distinctions

### Récompenses
- AVN Award
  - 2006 : Catégorie « Anal-Themed Feature », Anal Expedition # 6
  - 2006 : Catégorie « All-Girl Feature », Be My Bitch
  - 2006 : Catégorie « Interracial Release », Black Inside Me
  - 2006 : Catégorie meilleure performance féminine de l'année
  - 2006 : Catégorie meilleure scène lesbienne, Video Babes Illustrated # 15 avec Audrey Hollander et Venus
  - 2006 : Catégorie meilleure scène lesbienne, Be My Bitch avec Sandra Romain
  - 2006 : Catégorie meilleure scène de sexualité de groupe, Anal Expedition # 6 avec Keri Sable, Sophia, Erik Everhard, Manuel Ferrara, Michael Stefano et John Strong
  - 2006 : Catégorie meilleure scène de sexualité de groupe, Semen Sippers # 3 avec Lauren Phoenix, Erik Everhard et John Strong
  - 2006 : Catégorie « Threeway Sex Scene », Fuck Dolls # 3 (avec Avy Lee Roth et Erik Everhard)
  - 2007 : Catégorie meilleure scène de trio, Fashionistas Berlin (avec Katsuni et Rocco Siffredi)
- XRCO Awards
  - 2004 : Catégorie meilleure scène de sexualité de groupe - 4 Way in ATM City  - (avec Mika Tan, Benjamin Bratt, Zenza Raggi)
  - 2005 : Performance féminine de l'année
  - 2005 : Catégorie « Super-pute »
- Erotica Dream
  - 2007 : Meilleur show en duo avec Yasmine

### Nominations
- 2007 : AVN Award Best All-Girl Sex Scene - Film pour Jenna's Provocateur (2006) avec Jesse Capelli
- 2008 : AVN Award Best Group Sex Scene - Video pour Fashionistas Safado, Berlin (2007) avec Jazz Duro, Steve Holmes, Joachim, Sarah Sun
- 2008 : AVN Award Best Couples Sex Scene - Video pour Fashionistas Safado, Berlin (2007) avec Nacho Vidal